# Emanuele Vezzoli
Emanuele Vezzoli (Como, 4 ottobre 1958) è un attore italiano.

## Biografia
Diplomato presso la Scuola d'Arte Drammatica del Piccolo Teatro di Milano diretta da Giorgio Strehler, laureato presso DAMS Roma3, lavora con importanti nomi del teatro italiano quali: Franco Parenti, Sergio Fantoni, Anna Proclemer, Gabriele Ferzetti, Turi Ferro, Valentina Cortese, Rossella Falk, Mariangela Melato, Mario Missiroli, Lamberto Puggelli, Franco Brusati. Nel 1991 partecipa al Festival dei Due Mondi di Spoleto con Baccanale di Arthur Schnitzler al fianco di Elisabetta Pozzi, nello stesso anno è protagonista al Theatre des Bouffe nel Voyage de l'homme que cherche la vérité diretto da Jean Paul Denizon. 
In televisione ha partecipato, tra l'altro, alla soap opera Camilla parlami d'amore (1992), nel 2006 ha partecipato alla serie TV Raccontami e a molte altre serie tv tra le quali citiamo: Un prete tra noi, i Cesaroni, Carabinieri, La squadra, Distretto di Polizia, A un passo dal cielo, Nero Wolfe, Don Matteo, Provaci ancora prof, I misteri di Laura.
Tra i suoi film, ricordiamo: Traviata (1983) regia  di Franco Zeffirelli, Un paradiso di bugie (1997), regia di Stefania Casini,  Titus (1999), regia di Julie Taymor, Libero Burro (1999), regia di Sergio Castellitto, e Mai + come prima (2005), diretto da Giacomo Campiotti ed è protagonista del film di Annamaria Panzera L'affare Bonnard. Nel 2011 è diretto da Mauro Campiotti nel film Il cantico di Maddalena.
Negli ultimi anni, dopo quattro stagioni con Luca Ronconi al Piccolo Teatro di Milano e uno spettacolo con Toni Servillo, ha interpretato Cotrone nei Giganti della Montagna con la regia di Claudio Discanno, Agamennone di Ghianni Ritsos con la regia di Walter Le Moli con il quale collabora presso la Fondazione Teatro Due recitando in Locandiera di Goldoni, Il malato Immaginario di Moliere, Girotondo di Schnitzler, L'uomo di paglia di Feydeau, Gioventù senza Dio di Horvath, Sogno di una notte di mezza estate e Tanto rumore per nulla di Shakespeare.
Ha debuttato nella regia nel (2008) con Io sola ho visto di Giorgio Taffon al River Side Studios di Londra e ha messo in scena Gl'Innamorati di Goldoni. Nell'autunno del (2009) interpreta il ruolo di Stanislavskij in uno spettacolo di Giancarlo Sammartano.  Ha curato la regia di Pazza d'Amore di Dacia Maraini, ha diretto e interpretato in Italia e nel mondo Ocean Terminal, testo teatrale di Emanuele Vezzoli e Francesco Lioce tratto dall'omonimo romanzo di Piergiorgio Welby.

## Filmografia

### Cinema
- La traviata, regia di Franco Zeffirelli (1983)
- Yuppies 2, regia di Enrico Oldoini (1986)
- Condannato a nozze, regia di Giuseppe Piccioni (1993)
- Un paradiso di bugie, regia di Stefania Casini (1996)
- Fairway - Una strada lunga un sogno, regia di Nello Correale e Angelo Rizzo (1999)
- Libero Burro, regia di Sergio Castellitto (1999)
- Titus, regia di Julie Taymor (1999)
- Amarsi può darsi, regia di Alberto Taraglio (2001)
- Les Amants de Mogador, regia di Souheil Benbarka (2004)
- Mai + come prima, regia di Giacomo Campiotti (2005)
- L'affare Bonnard, regia di Annamaria Panzera (2010)
- Il cantico di Maddalena, regia di Mauro Campiotti (2011)
- Non in linea, regia di Davide Lomma - cortometraggio (2011)
- Il conte, regia di Adel Oberto - cortometraggio (2012)
- Vivere una favola, regia di Alice Tomassini - cortometraggio (2012)
- Via, regia di Erminio Perocco - cortometraggio (2012)
- De Sable et de Feu, regia di Souheil Ben-Barka (2018)
- Tramite amicizia, regia di Alessandro Siani (2023)
- Rapito, regia di Marco Bellocchio (2023)

### Televisione
- Camilla, parlami d'amore – serie TV (1992)
- La scalata – serie TV, episodi 1x01-1x02 (1993)
- Un otage de trop, regia di Philippe Galland – film TV (1993)
- Nemici intimi, regia di Piernico Solinas – film TV (1994)
- Un prete tra noi – serie TV, episodio 2x05 (1999)
- Valeria medico legale – serie TV, episodio 1x02 (2000)
- Aleph, regia di Gianni Lepre – film TV (2000)
- Don Matteo – serie TV, episodio 2x03 (2001)
- La guerra è finita, regia di Lodovico Gasparini – miniserie TV (2002)
- Chiaroscuro, regia di Tomaso Sherman – miniserie TV (2003)
- Amanti e segreti – serie TV, episodio 1x01 (2004)
- R.I.S. - Delitti imperfetti – serie TV, episodio 1x04 (2005)
- Provaci ancora prof! – serie TV, episodio 2x02 (2007)
- I Cesaroni – serie TV (2006-2012)
- Raccontami – serie TV, 5 episodi (2007-2008)
- Crociera Vianello, regia di Maurizio Simonetti – film TV (2008)
- Einstein, regia di Liliana Cavani - miniserie TV, episodio 2 (2008)
- Intelligence - Servizi & segreti – serie TV, episodio 1x06 (2009)
- Distretto di Polizia – serie TV, episodi 9x13-11x12 (2009-2011)
- R.I.S. Roma 2 - Delitti imperfetti – serie TV, episodio 2x15 (2011) [1]
- Nero Wolfe – serie TV, episodio 1x07 (2012)
- Un passo dal cielo – serie TV, episodio 2x09 (2012)
- Come un delfino – serie TV, un episodio (2013)
- I misteri di Laura – serie TV, episodio 1x01 (2015)
- Crazy for Football - Matti per il calcio, regia di Volfango De Biasi – film TV (2021)
- La sposa, regia di Giacomo Campiotti – miniserie TV, episodi 1x01-1x02 (2022)
- Il grande gioco – serie TV, episodi 1x02-1x04 (2022)
- Studio Battaglia, regia di Simone Spada – serie TV, seconda stagione (2024)